# Wilhelm Pleydenwurff
Wilhelm Pleydenwurff, né vers 1450-1460 à Nuremberg et mort en 1494 dans la même ville, est un peintre et sculpteur sur bois allemand.

## Biographie
Wilhelm Pleydenwurff naît à Nuremberg vers 1450/1460.
Son père Hans Pleydenwurff, qui avait déménagé de Bamberg, est un important peintre de Nuremberg. Wilhelm est probablement le plus jeune des trois fils. Il travaille avec son futur beau-père Michael Wohlgemut, le professeur d'Albrecht Dürer. 
Il grave aux côtés de Michael Wolgernut, Der Schatzbehalter oder Schrein der wahren Reichtümer des Heils und der ewigen Seeligkeit genannt (Le trésor ou écrin des véritables richesses du salut et de l’éternelle félicité) du franciscain Stephan Fridolin, imprimé par Anton Koberger en 1491, un livre de dévotion de 96 xylographies. Bien que les deux artistes ne soient pas mentionnés dans l'ouvrage et n'aient pas non plus apposé leur monogramme, les rapprochements stylistiques ne laissent aucun doute sur leur participation, à la différence de Dürer qui est plus incertaine.
Avec Wohlgemut, il crée les peintures du livre La Chronique de Nuremberg de Hartmann Schedel, publié en 1493.
Wilhelm Pleydenwurff meurt en 1494 dans sa ville natale.